# Grumman E-2
O Grumman E-2 Hawkeye é um avião de alerta aéreo utilizado pela Marinha dos Estados Unidos.
O E-2 foi desenvolvido no final dos anos 1950 como um substituto do E-1 Tracer, também produzido pela Grumman, e foi concebido para utilização em porta aviões como aeronave de alerta aéreo antecipado.